# Placca Intermontana
La placca Intermontana era un'antica placca tettonica della litosfera terrestre situata sulla costa occidentale dell'America del Nord, all'incirca 195 milioni di anni fa. 
Il suo nome deriva dalle antiche Isole intermontane, che formavano un arco insulare vulcanico nell'Oceano Pacifico fin dal Triassico, 245 milioni di anni fa.

## Caratteristiche
La placca Intermontana era circondata da una catena di isole vulcaniche chiamate Isole Intermontane, che si erano formate nell'Oceano Pacifico fin dal Triassico, 245 milioni di anni fa. Al di sotto del margine estremo della placca intermontana, anche la Placca insulare si trovava in fase di subduzione. Questa situazione, con due zone di subduzione parallele è abbastanza inusuale. Le attuali isole Filippine, posizionate sulla cintura mobile delle Filippine, si trovano in una delle poche zone della Terra dove ci sono due aree di subduzione parallele. L'oceano tra le Isole intermontane e il Nord America, viene chiamato dai geologi Oceano Slide Mountain. Il nome deriva dallo Slide Mountain Terrane, un terrane formato dalle rocce del fondale dell'antico oceano.

## La collisione delle Isole Intermontane
All'inizio del Giurassico inferiore, le Isole intermontane e la parte nordoccidentale del Pacifico si avvicinarono perché il continente si muoveva verso ovest e la Placca intermontana entrava in subduzione. Sul continente, la subduzione supportò un nuovo arco vulcanico che spinse rocce intrusive granitiche negli antichi sedimenti continentali. Circa 180 milioni di anni fa, a metà del Giurassico, anche l'ultima porzione della microplacca era interamente subdotta e le Isole intermontane entrarono in collisione con il Pacifico nordoccidentale.
Le isole Intermontane erano tuttavia troppo grandi per sprofondare interamente al di sotto del continente per cui la zona di subduzione della Placca intermontana si chiuse, ponendo fine all'arco vulcanico. Dal momento che la cintura Intermontana era in accrezione sul margine continentale, la zona di subduzione della placca Insulare divenne la zona di subduzione attiva lungo il margine continentale.